# نشان اوجاسوی راجانیا
نشان اوجاسوی راجانیا (نپالی: Ojaswi Rajanyako Manapadvi) یک نشان افتخار است که در نپال در سال ۱۹۳۴ بنیان‌گذاری شد.

## مفتخران به این مدال
- شارل دو گل ژنرال و رئیس جمهور فرانسه [۱]
- ملکه آیشواریا نپال
- امپراتور آکی‌هیتو، امپراتور ژاپن
- احمدشاه خان، شاهزاده افغانستان
- ملکه بئاتریکس هلند
- شاه چارلز سوم، بریتانیا
- ملکه الیزابت(ملکه مادر)، بریتانیا
- ملکه الیزابت دوم، بریتانیا
- فردریک دهم پادشاه دانمارک
- هنریک، شاهزاده دانمارک
- امپراتور هیروهیتو، امپراتور ژاپن
- ماساهیتو، شاهزاده هیتاچی، ژاپن
- هاناکو، شاهدخت هیتاچی، ژاپن
- ملکه کانتی نپال
- ملکه ایشواری نپال
- ایوب خان، رئیس جمهور پاکستان
- امپراتریس کوجون، ژاپن
- ملکه کومال نپال
- هاینریش لوبکه، رئیس جمهوری آلمان غربی
- می‌چیکو، امپراتریس ژاپن
- محمدرضاشاه پهلوی، شاه ایران
- ایندرا، ولیعهد نپال
- شاهزاده فیلیپ، دوک ادینبرو، همسر ملکه الیزابت دوم بریتانیا
- شاهزاده باشوندهارا نپال
- شاهزاده هیمالیا نپال
- قیصر شومشر جونگ بهادر رعنا، نپال
- نیر شومشر جونگ بهادر رعنا، نپال
- ملکه راتنا نپال
- شاهزاده سیریندهورن تایلند
- ملکه مادر سوفیا د گرسیا، اسپانیا
- یوسیپ بروز تیتو، رئیس جمهور یوگسلاوی
- جیگمه سینگیه وانگچوک پادشاه بوتان
- شاهزاده سوآمساوالی تایلند
- پرنسس چولابهورن تایلند